# 札幌軌道
札幌軌道（さっぽろきどう）は、かつて北海道札幌市に存在した馬車鉄道を起源とした軌道事業者である。

## 概要
篠路、花畔や前田農場で栽培された亜麻を帝国製麻会社への輸送や、沿線農家の農産物輸送、札幌と石狩川水運を結ぶために馬車鉄道が設立された。のちに馬力からガソリン動力に転換して運行されていたが、1934年（昭和9年）に国鉄札沼南線（後の札沼線）の開通で競合したため、鉄道省から損失補償を受けて、1935年（昭和10年）に営業を廃止した。その後はバス会社として運営されていたが、北海道における旅客自動車運輸事業統合要綱（いわゆる戦時統合）により北海道中央乗合自動車（後の北海道中央バス）へ統合されて、会社を解散した。

### 路線データ
- 路線距離（営業キロ）：札幌 - 川端間10.8km
- 軌間：1067mm
- 駅数：16（起終点駅含む）
- 動力：馬、のちにガソリン機関
- 運行形態（開業時）：1日往復本数不明、片道約60分
- 1日平均乗降人員：大正10年: 151 /大正11年: 178 /大正14年: 221 /昭和7年: 204

## 沿革
- 1908年（明治41年）2月：軌道敷設を出願
- 1909年（明治42年）12月25日：軌道敷設特許状を下付[4]
- 1910年（明治43年）6月23日：札北馬車軌道を設立[4]、軌道敷設開始
- 1911年（明治44年）6月11日：札幌 - 前田農場前が開業[4]
- 1912年（明治45年）
  - 1月28日：札幌軌道に社名変更[5]
  - 9月30日：前田農場前 - 茨戸が延伸開業[6]
- 1917年（大正6年）9月4日：茨戸 - 川端が延伸開業[6]
- 1922年（大正11年）3月20日：動力変更（ガソリン動力）許可、馬に代えてガソリン機関車を2両導入[7][8]
- 1935年（昭和10年）
  - 3月15日：営業廃止[9]
  - 4月：乗合バス事業開始、5月26日に札幌観江バス（さっぽろかんこうバス）に社名変更[10]。開業路線キロ26.8、旅客自動車5両（総定員100人）[11]
- 1943年（昭和18年）3月1日：バス会社の戦時統合で、北海道中央乗合自動車に吸収合併、会社解散

## 駅一覧
札幌駅 - 東皐園前駅 - 北十四条駅 - 興農園前駅 - 第三農園駅 - 新琴似駅 - 製線所前駅 - 北農園駅 - 一番通駅（←中島駅） - 二番通駅 - 三番通駅 - 篠路駅 - 横新道駅 - 前田農場前駅 - 茨戸（ばらと）駅 - 川端駅
- 今尾 (2008) に基づく
- 札幌軌道札幌駅は北7条東1丁目に所在
- 新琴似駅、篠路駅は北海道旅客鉄道（JR北海道）札沼線に同名の駅があるが、別の場所に所在

## 接続路線
- 札幌駅：国鉄函館本線

## 車両
鉄道統計ではガソリン機関車は最大5両であるが営業報告書では1-6が確認でき、さらに追加購入の記述もあり代替わりの可能性が高い
- 開業時：ガソリン機関車5両、客車7両、貨車33両
- 廃業時：重量7トンのガソリン機関車5両、客車7両、貨車33両[7]

## バス路線
北7条東1丁目 - 茨戸間の11 kmを運行。後に茨戸より生振 (6 km)および篠路 (9 km)へ路線延長した。車両はシボレー6台、ダッチブラザー1台であった。

## 廃業時までに行われていた関連事業
- 冬季運休中における運輸用の馬橇と石狩川における小蒸気船の航行[7]
  - 廃線前から茨戸-石狩間の船便もあわせて段階的にバス運行に切替えられる[7]
- 茨戸園（札幌テルメ→ガトーキングダム）は、札幌観江バスが戦時統合により北海道中央乗合自動車（現在の北海道中央バス）へ統合された時、同時に譲渡された[7]。1970年代に北海道中央バスが沿線の観光開発の一環として整備、模擬オランダ風車も設置されたが、札幌テルメ建設に伴い、1986年で運営から撤退した。